# Vernon Parish
Vernon Parish (franska: Paroisse de Vernon) är ett administrativt område, parish, i delstaten Louisiana, USA. År 2010 hade området 52 334 invånare. Den administrativa huvudorten är Leesville.

## Geografi
Enligt United States Census Bureau så har countyt en total area på 3 474 km². 3 441 av den arean är land och 34 km² är vatten.  

### Angränsande countyn
- Sabine Parish - nordväst
- Natchitoches Parish - norr
- Rapides Parish - öst
- Allen Parish - sydost
- Beauregard Parish - söder
- Newton County, Texas - väst